# كريستوفر ديبون
كريستوفر ديبون (بالألمانية: Christopher Dibon) (2 نوفمبر 1990 في النمسا - ) هو لاعب كرة قدم نمساوي في مركز قلب الدفاع. شارك مع منتخب النمسا تحت 18 سنة لكرة القدم ومنتخب النمسا تحت 19 سنة لكرة القدم ومنتخب النمسا تحت 21 سنة لكرة القدم ومنتخب النمسا لكرة القدم. أما مع النوادي، فقد لعب مع أدميرا فاكر مودلينغ ورابيد فيينا ونادي ريد بل سالزبورغ وسوادورف ‏.

## وصلات خارجية
- كريستوفر ديبون على موقع قاعدة بيانات كرة القدم.إي يو (الإنجليزية)
- كريستوفر ديبون على موقع ناشيونال فوتبول تيمز (الإنجليزية)
- كريستوفر ديبون على موقع Soccerway.com (الإنجليزية)
- كريستوفر ديبون على موقع عالم كرة القدم.نت (الإنجليزية)
- كريستوفر ديبون على موقع AS.com (الإسبانية)